# Malena Ernman
Sara Magdalena Ernman, känd som Malena Ernman, född 4 november 1970 i Uppsala domkyrkoförsamling i Uppsala, är en svensk operasångerska (mezzosopran). Trots att hennes centrala roller återfinns i mezzofacket har hon ett unikt röstomfång upp till en koloratursoprans trestrukna f. Hon har haft återkommande uppdrag utomlands, bland annat på olika scener i Berlin, Wien (främst vid Volksoper) och Amsterdam.
Ernman fick ett populärmusikaliskt genombrott med deltagandet och vinsten i Melodifestivalen 2009, den svenska uttagningen till Eurovision Song Contest 2009 med bidraget La Voix, skrivet av henne själv och Fredrik Kempe. År 2015 utsågs hon att läsa den traditionella dikten Nyårsklockan av Alfred Tennyson vid Skansens nyårsfirande, vilket också sänds i Sveriges Television.

## Biografi
Malena Ernman växte upp i Sandviken som dotter till civilekonomen Lars Ernman och diakonen Eva Ernman, ogift Arvidsson, samt dotterdotter till teologen Ebbe Arvidsson. Skådespelaren Renée Björling är Malena Ernmans mors biologiska mormor. 

### Klassisk sång
Malena Ernman började vid sex års ålder i kören Coromanterna i Sandviken. Därefter fortsatte hon parallellt med sin sångutbildning i Stockholm med körsången i altstämman i Radiokören under ledning av bland andra Gustaf Sjökvist och Eric Ericson. Hon fick sin musikaliska utbildning vid Kungliga Musikhögskolan i Stockholm, musikkonservatoriet i Orléans och Operahögskolan i Stockholm. Hon blev antagen som kontraalt, men har ett register som sträcker sig upp till sopran.
Ernman slog igenom 1998, då hon gjorde en tolkning av Kaja i Sven-David Sandströms Staden mot Loa Falkman. Rollistan har sedan dess inkluderat Cherubino i Figaros bröllop vid Staatsoper Berlin under Daniel Barenboim, Rosina i Barberaren i Sevilla på Staatsoper Berlin, titelrollen i Carmen på Kungliga Operan, titelrollen i Boesmans Fröken Julie i (Bryssel, Wien och Aix-en-Provence) och Zerlina i Don Giovanni på Staatsoper Berlin under Barenboim.
Hennes internationella genombrott kom i Agrippina (Bryssel, Paris/René Jacobs) 1999. Hon har uppträtt vid Glyndebourne Festival som Nancy i Albert Herring sommaren 2002 och Orlovsky i Läderlappen sommaren 2003. År 2006 gjorde hon Dido i Dido och Aeneas i Wien (William Christie) och Annio i La Clemenza di Tito på Salzburg Festspiele (Harnoncourt). År 2007 gjorde hon bland annat Sesto i Julius Caesar (Jacobs) i Wien, Cherubino i Figaros bröllop (Daniel Harding, Aix en Provence) och Nerone i Poppeas kröning i Amsterdam. År 2009 var hon aktuell i Askungen på Operan i Stockholm och Frankfurtoperan och som Dido i Dido och Aeneas (Paris, Wien, Amsterdam/William Christie).
Ernman blev därtill en efterfrågad konsertsångare med konserter i Tokyo, Rom, Madrid, Paris, London och Los Angeles med dirigenter som Esa-Pekka Salonen, Herbert Blomstedt, Sir Simon Rattle, Daniel Barenboim, Phillip Herreweghe och Marc Minkowski. Sommaren 2009 gjorde hon tillsammans med Stockholm Sinfonietta fem konserter i Dalhalla, Vadstena slott, Sofiero slott, Trädgårdsföreningen i Göteborg och Skansen i Stockholm.
Hennes sista operaföreställning var Georg Friedrich Händels Xerxes, som spelades på Artipelag utanför Stockholm under sent 2014.

### Populärmusik och annat

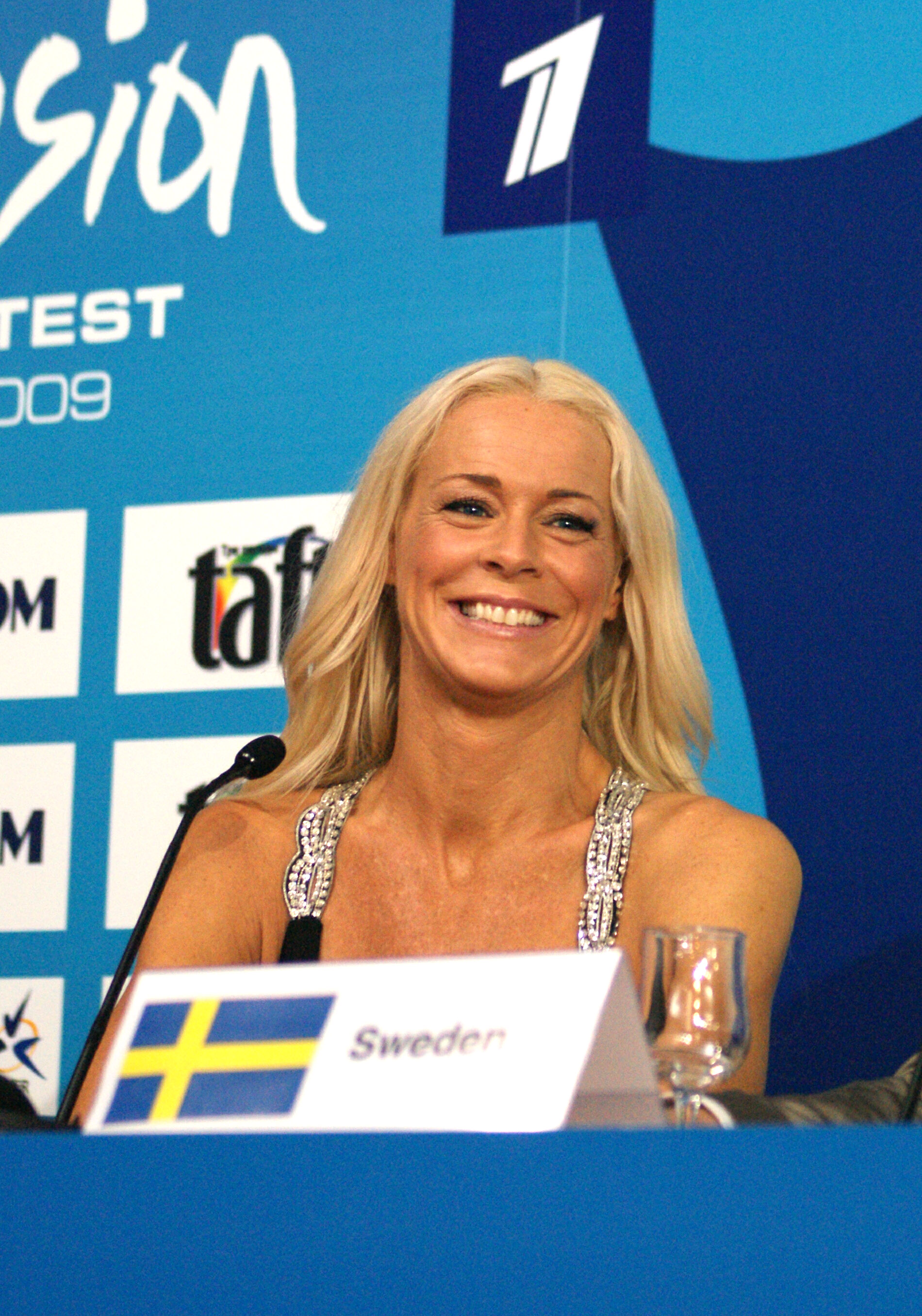
Malena Ernman under Eurovision Song Contest 2009 i Moskva.

Ernman har vid flera tillfällen medverkat i Sveriges Television. Hon gjorde bland annat det omtalade ”No Strings” med Martin Fröst på SVT 2005. Under sin medverkan i Moraeus med mera 2016 berättade hon, att hon av en slump kom att spontant medverka som körsångare på en av skivorna med Benny Anderssons orkester, då hon bodde i närheten.
Den 14 mars 2009 vann Ernman Melodifestivalen med bidraget ”La Voix”, som hon hade skrivit tillsammans med Fredrik Kempe. Låten hade gått direkt till finalen i Globen efter att i den fjärde deltävlingen ha vunnit den andra tävlingsduellen mot Sarah Dawn Finer. Efter det att juryrösterna fördelats i finalen, låg ”La Voix” på åttonde plats (av elva bidrag). Låten fick dock ”folkets röst”, 144 poäng, och gick därmed upp i toppen och vann tävlingen med totalt 182 poäng. Ernman representerade därmed Sverige i Eurovision Song Contest i Moskva, där hon tävlade i den första av två semifinaler, tisdagen 12 maj. Efter omröstningen, som bestod av telefonröstande, slutade bidraget på fjärde plats med 105 poäng. Finalen gick lördagen 16 maj och där skedde omröstningen som en blandning mellan telefon- och juryröstande. Efter omröstningen placerade sig bidraget på 21:a plats med 33 poäng.
Hon medverkade även vid bröllopskonserten den 18 juni 2010 vid bröllopet mellan kronprinsessan Victoria och Daniel Westling. Ernman sitter i styrelsen för Stiftelsen Folkoperan.

## Samhällsengagemang
Under Migrationskrisen i Europa 2015 engagerade hon sig för svenskt flyktingmottagande.
I mitten av 2010-talet meddelade hon att hon slutat flyga för miljöns skull. En av orsakerna var att hon av dottern Greta Thunberg blivit övertygad om att avstå från flygresor av miljöskäl. Samtidigt inledde hon en musikalinriktad karriär i Sverige.

### Självbiografi
År 2018 publicerade Ernman tillsammans med sin man Svante Thunberg boken Scener ur hjärtat. Boken är skriven som en självbiografi där man får följa Malena Ernmans liv och hennes familj. En senare upplaga av boken inkluderar även deras två döttrar som författare.

## Privatliv
Ernman är gift sedan 2004 med skådespelaren Svante Thunberg. Paret har två döttrar, Greta Thunberg och Beata Ernman. Maken är son till Olof Thunberg och Mona Andersson. Ernman har i vuxen ålder diagnostiserats med ADHD.

## Priser och utmärkelser
- 1999/2000 – Operapriset av Tidskriften OPERA
- 2006 – Ledamot av Kungliga Musikaliska Akademien[6][19]
- 2011 – Hovsångare[6]
- 2011 – Litteris et Artibus
- 2011 – Stockholms stads kulturpris
- 2014 – Hedersmedborgare i Sandvikens kommun[20]
- 2014 – Spelmannen[21] (Motivering: Hon dyker ner i publikens hjärtan och svingar sin röst mellan högt och lågt. Med akrobatens skicklighet och spelmannens direkta tilltal uppträder hon fri från musikaliska hinder och begränsande prestige. På operascener, konsertestrader och debattens barrikader gör Malena Ernman sin stämma hörd.)
- 2015 - Stockholm stads hederspris[22]
- 2016 – Martin Luther King-priset
- 2017- Årets miljöhjälte (WWF)

## Diskografi
Diskografin omfattar bland annat soloskivorna:

### Album
- 2000 – Naïve. KMH. KMH-CD 12. Svensk mediedatabas
- 2000 – Svenska romanser Vol 2 (Phono Suecia)
- 2001 – Cabaret Songs (BIS)
- 2002 – Müllers Nachtgesänge etc. Philharmonia Orchestra. Dir. David Zinman. Col Legno: (Harmonia Mundi). (www.amazon.de) Läst 22 januari 2013
- 2003 – Songs in Season (Nytorp Musik)
- 2003 – My Love (BIS)
- 2008 – Boesmans, Julie. Med Malena Ernman. Chamber Orchestra, La Monnaie. Dir. Kazushi Ono. Aix-en-Provence.CD och DVD 2008. Bel Air. (www.amazon.de) Läst 22 januari 2013
- 2009 – La Voix du Nord (Roxy)
- 2010 – Santa Lucia – En klassisk jul (Roxy)
- 2011 – Opera di Fiori (Roxy)
- 2013 – I decembertid (Roxy)
- 2014 – SDS (Northern Grace)
- 2015 – Advent
- 2016 – Sverige

### Singlar
- 2009 – La Voix
- 2012 – Sancta Lucia (Strålande Helgonfé); (Duett med Sarah Dawn Finer) Tu scendi Dalle Stelle (Roxy/Universal).

## Musikaler

### Roller
| År   | Roll         | Produktion                                                   | Regi             | Musikal       |
| ---- | ------------ | ------------------------------------------------------------ | ---------------- | ------------- |
| 2001 | Sally Bowles | Cabaret John Kander, Fred Ebb och Joe Masteroff              | Richard Turpin   | Dramaten      |
| 2018 | Gabriella    | Så som i himmelen Fredrik Kempe, Kay Pollak och Carin Pollak | Markus Virta     | Oscarsteatern |
| 2021 | Édith Piaf   | Forever Piaf Rikard Bergqvist                                | Rikard Bergqvist | Göta Lejon    |